# Luthair Mondwin Paendrag
Luthair Mondwin Paendrag is een personage in de serie Het Rad des Tijds van de Amerikaanse auteur Robert Jordan.
Luthair leefde ongeveer 1000 jaar voor de serie. Hij was de zoon van de legendarische Artur Paendrag Haviksvleugel.
Zijn blazoen toonde een havik met bliksems in zijn klauwen.
Luthair werd, samen met de legers van zijn vader, eropuit gezonden om de landen aan de overkant van de Arythische Oceaan te veroveren. Ze bereikten het continent dat nu Seanchan heet. Daar was de plaatselijke bevolking in strijd met de Legers van de Nacht die de Ene Kracht als wapen gebruikten. Luthair sloot zich aan bij de bevolking. Via Portaalstenen werden er allerlei wezens uit andere werelden gehaald, zoals Raken en Grolms. Mede daardoor wonnen ze. Luthair werd de eerste keizer van Seanchan